# Richard Roland Holst

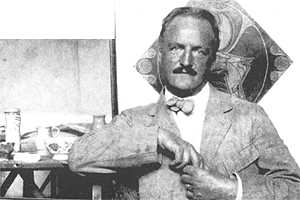
Richard Roland Holst (um 1910)

Richard Nicolaüs Roland Holst, Pseudonym Rik (* 4. Dezember 1868 in Amsterdam; † 31. Dezember 1938 in Bloemendaal) war ein vielseitiger niederländischer Künstler: Maler, Illustrator, Lithograph, Radierer, Holzschnittkünstler, Gestalter von Plakaten, Bleiglasfenstern und Bucheinbänden sowie Schriftsteller. Seine Werke werden größtenteils dem Jugendstil zugeschrieben. Richard Roland Holst wurde von den Werken Walter Cranes und William Morris’ beeinflusst.
Er wurde als Sohn des Unternehmers Adriaan Roland Holst geboren. Sein Vetter war der Dichter Adriaan Roland Holst. Richard Roland Holst studierte von 1885 bis 1890 an der  Reichsakademie für bildende Künste in Amsterdam. Dort war er ab 1918 Dozent und von 1926 bis 1934 ihr Direktor.
Am 16. Januar 1896 heiratete er die Dichterin und Revolutionärin Henriette van der Schalk. Die Ehe blieb kinderlos.
Roland Holst förderte die Zusammenarbeit zwischen Künstlern verschiedener Genres. Er erstellte Wandmalereien in der Amsterdamer Börse, dem Büro des General Dutch Diamond Workers Union und im Gebäude des Obersten Gerichtshofs in den Haag. Später entwarf er auch Bleiglasfenster u. a. für das Amsterdamer Rathaus, die Kathedrale und das Hauptpostamt am Neude in Utrecht.
Er war mit dem sozialdemokratischem, später kommunistischen Dichter Herman Gorter befreundet und war – wie auch seine Ehefrau – ein überzeugter Sozialist.

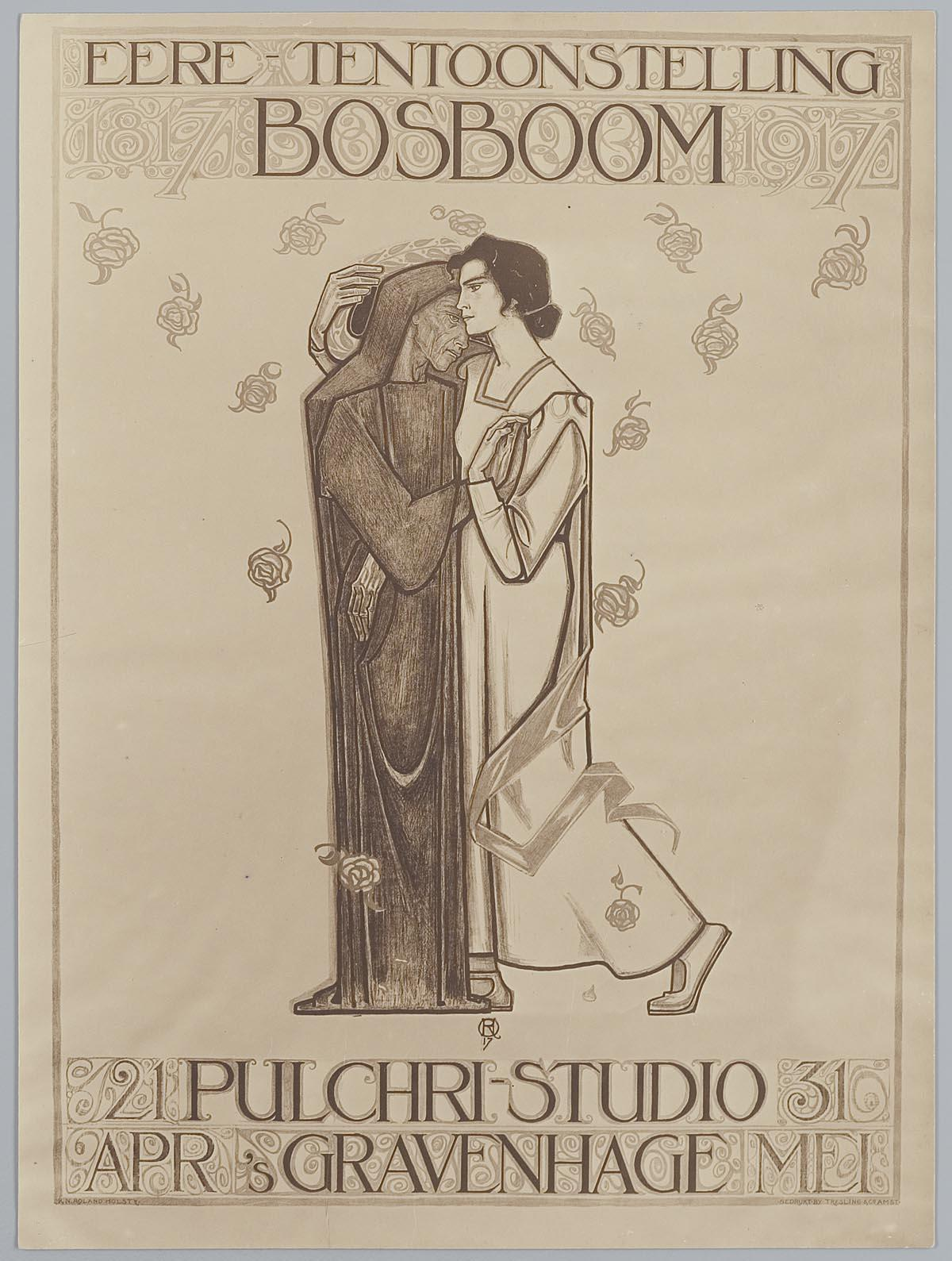
Pulchri Studio
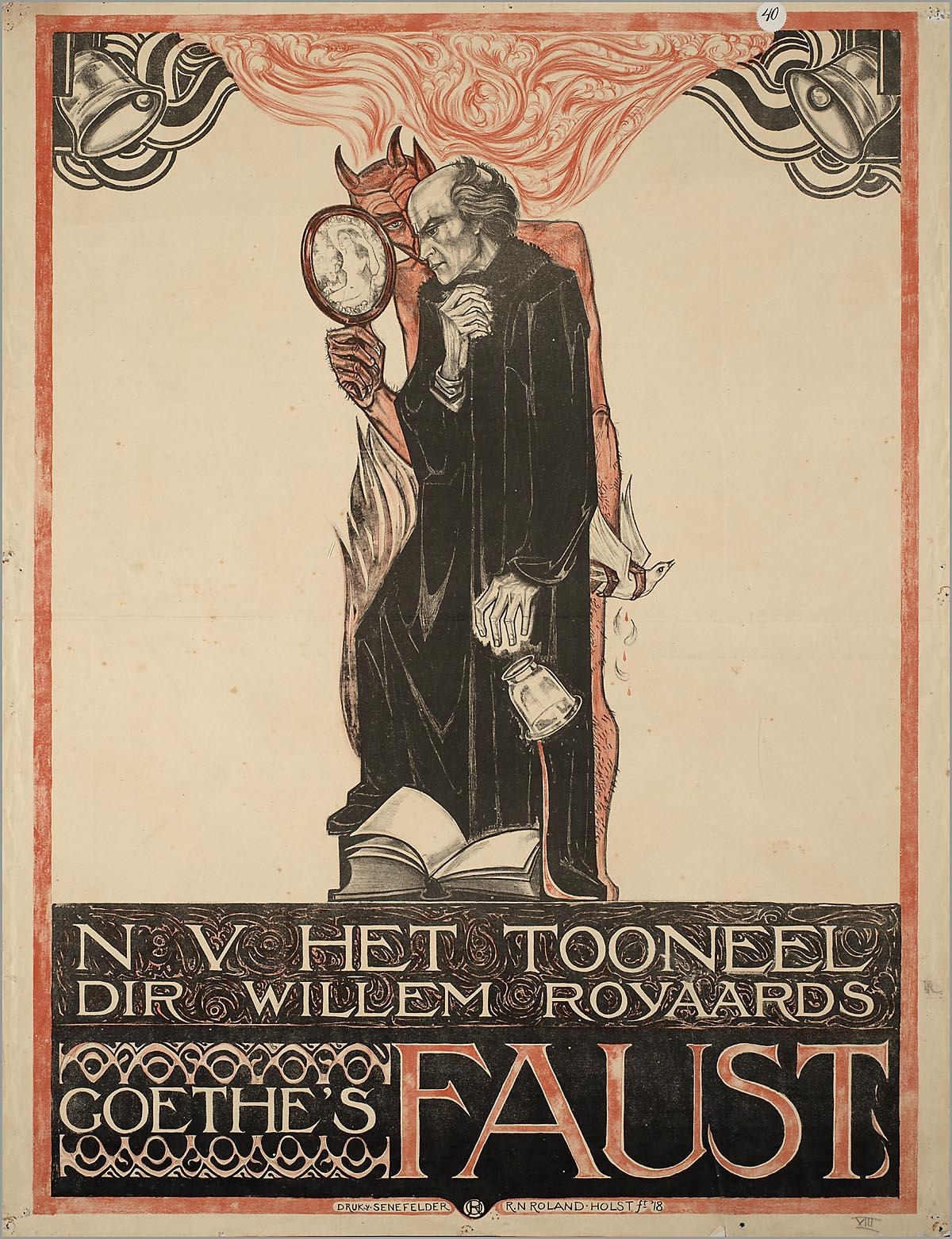
Faust
Marsias
Luzifer